# Knooppunt Ten Esschen
Het Knooppunt Ten Esschen is een verkeersknooppunt in Zuid-Limburg (Nederland) nabij Hoensbroek en verbindt de stadsautoweg van Heerlen, de N281 met de autosnelweg A76.
Het knooppunt heeft zijn naam ontleend aan de gelijknamige buurtschap. Voor de aanleg van het knooppunt in 1975 liep de Rijksweg 76 bij dit plaatsje naadloos over in de huidige N281, de snelweg naar Aken bestond toen nog niet. Toen deze uiteindelijk werd aangelegd werd het knooppunt gebouwd om het nieuwe traject aansluiting te geven op het oude. Het bestaat uit slechts één viaduct waarover twee rijstroken en een vluchtstrook gaan. Het knooppunt verbindt enkel de verkeersstromen van Geleen naar Heerlen en andersom. Van Heerlen naar Aken is niet mogelijk, maar ook niet noodzakelijk omdat de N281 nog steeds in de vorm van een autoweg parallel aan de A76 loopt.

## Richtingen knooppunt
| Aansluitende wegen                                   | Aansluitende wegen                       | Aansluitende wegen | Aansluitende wegen | Aansluitende wegen                        |
| ---------------------------------------------------- | ---------------------------------------- | ------------------ | ------------------ | ----------------------------------------- |
| richting Nuth / Geleen / Maasmechelen (B) / Genk (B) |                                          |                    |                    |                                           |
|                                                      |                                          |                    |                    |                                           |
|                                                      | richting Heerlen / Bocholtz / Simpelveld |                    |                    |                                           |
|                                                      |                                          |                    |                    |                                           |
|                                                      |                                          |                    |                    | richting Voerendaal / Bocholtz / Aken (D) |

Almere · Amstel · Arnestein · Assen · Azelo · Badhoevedorp · Bankhoef · Batadorp · Beekbergen · Benelux · Beverwijk · Bodegraven ·  Boterdiep ·  Buren · Burgerveen · Coenplein · De Baars · De Hoek · De Hogt · De Nieuwe Meer · De Poel · De Punt · De Stok · Deil · Diemen · Drachten · Drie Klauwen · Eemnes · Ekkersweijer · Emmeloord · Empel · Euvelgunne · Everdingen · Ewijk · Galder · Gooimeer · Gorinchem · Gouwe · Grijsoord · Hattemerbroek · Heerenveen · Hellegatsplein · Het Vonderen · Hintham · Hoevelaken · Hofvliet · Holendrecht · Holsloot · Hoogeveen · Hooipolder · IJmuiden (niet officieel) · Joure · Julianaplein · Kerensheide · Kethelplein · Klaverpolder · Kleinpolderplein · Kooimeer · Kruisdonk · Kunderberg · Lankhorst · Leenderheide · Lunetten · Maanderbroek · Markiezaat · Muiderberg · Neerbosch · Noordhoek · Ommedijk · Oud-Dijk · Oudenrijn · Paalgraven · Princeville · Prins Clausplein · Raasdorp ·  Reitdiep ·  Ressen · Ridderkerk · Rijkevoort · Rijnsweerd · Rottepolderplein · Rozenburg · Sabina · Sint-Annabosch · Stelleplas · Slufter · Ten Esschen · Terbregseplein · Tiglia · Vaanplein · Valburg · Velperbroek · Velsen · Vlaardingen · Vught · Waterberg · Watergraafsmeer · Werpsterhoek · Westerlee · Ypenburg · Zaandam · Zaarderheiken · Zonzeel · Zoomland · Zuidbroek · Zurich

Geplande knooppunten:
De Liemers · Zestienhoven

Voormalige knooppunten:
Bocholtz · Ekkersrijt · Europaplein (Groningen) · Europaplein (Maastricht) · Lindenholt